# Ballyloughan Castle
Ballyloughan Castle (irsky Caisleán Bhaile an Locháin) je zřícenina hradu v irském hrabství Carlow poblíž Bagenalstownu. Stavba je irskou národní památkou.

## Historie
Hrad byl postaven místním normanským šlechticem zřejmě na konci 13. století, a v pozdější době stavbu vlastnili členové klanu Kavanagh (Caomhánach). Ve 14. století byl hrad opuštěn a znovu obsazen až v 16. století Donaghem Kavanaghem. Po porážce irského povstání v roce 1641 byl hrad a okolní pozemky zkonfiskovány a propadly králi. Majetek poté přešel do rukou rodiny Bagenalů z nedalekého Bagenalstownu, kteří si v 17. století nedaleko odtud postavili velké sídlo, na jehož výstavbu byla použita i část hradního zdiva. Na počátku 19. století se Ballyloughan Castle stal majetkem Bruenů.

## Popis
Hrad tvořilo rozsáhlé nádvoří obehnané již neexistující hradbou o délce asi 60 metrů (východní a západní část) na 55 metrů (severní a jižní část). Po stranách původně stály čtyři věže čtvercového půdorysu, z nichž se zachovaly pouze dvě na severovýchodě a jihozápadě. Vstup do objektu vedl přes bránu v tzv. branském domě, který lemovaly dvě kruhové věže.
Při archeologickém výzkumu v roce 1955 byly nalezeny pozůstatky bývalého vodního příkopu. Západně od areálu se nachází prohlubeň, kde se pravděpodobně nacházelo již vyschlé jezero, po kterém celé místo dostalo svůj název. Hrad neměl samostatnou kuchyň a vaření a stravování probíhalo ve velké místnosti v prvním patře branského domu, kde se též nacházel velký otevřený krb. V jihozápadní věži se zachoval ubytovací prostor s krbem a záchodem.
Dle pověsti se zde nacházejí tajné podzemní chodby, v nichž je ukryt normanský poklad.

## Památková péče
Hrad je národní památkou číslo 351 a je přímým majetkem státu. O komplex pečuje irská agentura Office of Public Works (OPW); samotný hrad leží na soukromém pozemku.